# 31682 Kinsey
31682 Kinsey è un asteroide della fascia principale. Scoperto nel 1999, presenta un'orbita caratterizzata da un semiasse maggiore pari a 2,4206528 UA e da un'eccentricità di 0,0610987, inclinata di 4,98117° rispetto all'eclittica.